# Krona
Krona es un personaje ficticio, un villano extraterrestre del universo de DC Comics.

## Historial de publicaciones
Krona apareció por primera vez en Green Lantern Vol. 2 # 40 (octubre de 1965) y fue creado por el escritor John Broome y el artista Gil Kane.

## Biografía
Nacido en Maltus, Krona es un científico de Oan que se obsesionó con la observación de los orígenes del propio universo, a pesar de una antigua leyenda que decía que descubrir ese secreto causaría una gran calamidad. Krona construye una máquina que atraviesa la barrera temporal y contempla los inicios del tiempo mismo. Krona vislumbra la mano de la creación depositando la mota que se convertiría en todo el cosmos. Su máquina explota en ese instante, y el universo se hace añicos provocando la creación del Multiverso a medida que el universo se replica en un número infinito de universos paralelos. En este mismo momento, se crea el Universo Anti-Materia, desatando el mal en el cosmos; por tanto, el Monitor y el Anti-Monitor nacen. Como castigo por este acto, Krona es transformada en energía pura por sus compañeros Oans y es enviada a vagar por el cosmos para siempre. Las acciones de Krona son las que causaron que los Oans se convirtieran en los Guardianes del Universo.
Krona regresa a un estado físico usando las energías del anillo de poder místico de Alan Scott, pero los Guardianes la convierten nuevamente en su forma de energía. Krona finalmente se restaura a su forma original gracias a Nekron, quien ganó poder adicional debido a la anomalía de un inmortal que entra al reino de los muertos cuando los Guardianes lo matan, e intenta matar a todos los Guardianes, solo para ser derrotado por poco por el debilitado Green Lantern Corps.
Krona más tarde resurge como la manifestación de la propia Entropía y lucha contra los Nuevos Guardianes.
Como cualquier otro científico, el único objetivo del oano fue buscar la verdad del conocimiento, especializándose en la búsqueda de los secretos de la creación y de lo que existió antes. En su propio universo, trabajaba en equipo con un grupo de dioses científicos iguales que él, los cuales con su ayuda lograron vislumbrar el momento en que después del famoso Big Bang el universo se formaba, Krona se maravilló por descubrir que tras la gran explosión se podía notar la sombra de una mano gigante bellamente adornada por una estela de brillantes y exquisitas estrellas, a la cual Krona le atribuía el hecho de que se generara nueva vida en el universo recién creado.
Dentro de su ambición por el conocimiento, él quiso llegar a saber más, y dispuso de todos los elementos que estaban a su alcance para retroceder más atrás del Big Bang a pesar de las serias advertencias que sus compañeros los dioses científicos le habían hecho sobre la "Leyenda de la Destrucción Total". Como resultado de la ignorancia de Krona (pues este no creía en la leyenda), el solo hecho de retroceder tan lejos en el pasado desató una terrible fuerza destructiva que acabó con todo un universo lleno de vida.
Los habitantes de esa gran civilización, furiosos por lo que había sucedido, lo apresaron y lo llevaron a juicio, en el cual, y debido a sus creencias, no lo condenaron a muerte ni lo despojaron de su inmortalidad, pero lo redujeron a energía sin cuerpo, destinado a vagar por toda la eternidad por el infinito y frío universo. Por supuesto esto no le pareció nada bien a Krona pues él pensaba que era una injusticia en virtud de que él había hecho lo que sus compañeros científicos deberían haber hecho hace tiempo.
A pesar de todo, Krona pudo usar su vasto conocimiento científico para hacerse un cuerpo físico, el cual era extraordinariamente poderoso y que utilizó para viajar de un plano de realidad a otro buscando afanosa y obsesivamente la respuesta a sus más inquietantes interrogantes, "¿qué hubo antes del Big Bang?" y "¿cómo se formó la vida después de este?". Las consecuencias de esta búsqueda fueron en todas las ocasiones mortales para los universos que tenían que soportar su visita, pues al intentar atravesar las mentes de sus habitantes para obtener respuestas y no encontrarlas, intentaba infinidad de veces regresar al momento del Big Bang, obteniendo como única y exclusiva respuesta, la confirmación de la veracidad de la "Leyenda de la Destrucción Total".

## Características
A este personaje de carácter complicado y fuerte temperamento, no le gusta que "se le niegue", es decir, que nadie, por muy poderoso que este sea, se oponga a su voluntad, ni tampoco que le niegue las respuestas que tanto ansía encontrar, de lo contrario, aquel atrevido que se le oponga tendrá que ser eliminado. A Krona por supuesto, tampoco le importan las excusas, por eso también borra de su camino (y sin importarle) a aquel que desconozca la respuesta.
La historia de Krona dentro de las historias de la DC Comics es por demás interesante, puesto que es sin duda alguna uno de los supervillanos más poderosos que esta casa ha creado para sus lectores. Su participación en sagas como Crisis en las Tierras Infinitas y Avengers - JLA es singular, necesaria, protagonista y extraordinaria.

## Poderes y habilidades
Krona posee un intelecto a nivel de genio supremo, pero su arrogancia, falta de paciencia, mal genio y, sobre todo, insaciable hambre de conocimiento lo han superado. Si le reportara algún beneficio, sería de los que intentan cuantificar la danza o medir un alma, únicamente por el simple hecho de saber. Es esta locura la que llevó a Krona al exilio y provocó sus constantes derrotas. Sin vacilar, ha destruido universos y ha arriesgado su propia existencia para tener la oportunidad de obtener una visión más profunda.
Al igual que el resto de su especie, Krona posee habilidades físicas mejoradas, vastos poderes psiónicos (incluyendo telepatía y telequinesis) e inmortalidad virtual (no necesita respirar, comer ni dormir, y puede regenerarse de cualquier lesión a un ritmo acelerado). Más tarde, Nekron aumentó sus poderes, haciéndolo más poderoso que cualquiera de los Guardianes.
Como Entropía, Krona estaba compuesto de anti-energía, podía absorber a otros en su cuerpo, convirtiéndolos en más anti-energía, y fue capaz de crear un ejército compuesto de anti-energía que estaba completamente bajo su control. Durante la miniserie de JLA/Avengers, donde ejerció el poder de todos los universos que había destruido previamente, Krona demostró ser capaz de derrotar fácilmente tanto al Gran Maestro como a Galactus, aunque el poder del Gran Maestro fue suficiente para hacer que inicialmente dudara ante la perspectiva de luchar contra el otro ser hasta que su intento de vencer al Gran Maestro en un juego para obtener la información que buscaba fracasó.
Además, como cuidadora de las entidades emocionales que son las encarnaciones puras de las emociones que comprenden el espectro emocional, Krona ejerce los poderes de todo el espectro emocional.

## En otros medios

### Televisión
Krona aparece en el episodio "Loss" de Linterna Verde: La Serie Animada. Se le ve durante una secuencia de flashback que detalla la creación del Anti-Monitor en Maltus.

### Película
- Krona aparece en la película de acción real de 2011 Green Lantern con la voz de Clancy Brown. En la película, es un Guardián del Universo rebelde, que accidentalmente desató y fue consumido por Parallax. Su nombre se revela en las características especiales incluidas en la edición Blu-ray bajo el largometraje "The Guardians Revealed".
- Krona aparece en la película Green Lantern: Emerald Knights. En la película, creó el universo Anti-Matter hace miles de millones de años amenazando a toda la creación. Como castigo, se convirtió en energía y fue expulsado a través del cosmos. Sin embargo, se reconstituyó en el universo Anti-Matter y regresó a través de un portal desde el sol de Oan. En el clímax de la película, aparece como una entidad Anti-Materia gigantesca que controla Shadow Demons. Arisia se dio cuenta de que tenían que golpearlo con materia de igual o mayor masa. Los Linternas decidieron usar el planeta Oa como arma contra Krona. Todos los Green Lanterns, incluido Mogo, usaron sus anillos para lanzar a Oa y golpear a Krona al sol para eliminarlo para siempre.

### Videojuegos
Krona aparece en DC Universe Online como el jefe final en la alerta de Oan Sciencells y también como el jefe de la Ronda 10 para el evento Survival Mode: Oan Sciencells.